# Королівська бутанська армія
Королівська бутанська армія (КБА) — це частина Збройних сил Бутану, що відповідає (згідно зі статтею 27 Конституції Бутану) за підтримку територіальної цілісності країни і захист державного суверенітету в разі зовнішніх загроз. Головнокомандувачем КБА є король Бутану.
Частиною КБА є Королівські охоронці Бутану — елітний підрозділ, що відповідає за безпеку короля, його сім'ї та інших вищих осіб.
Прийнято (хоча і не є обов'язковим), щоб в армії служив один син з кожної бутанської сім'ї. У разі потреби може збиратися народне ополчення.

## Історія

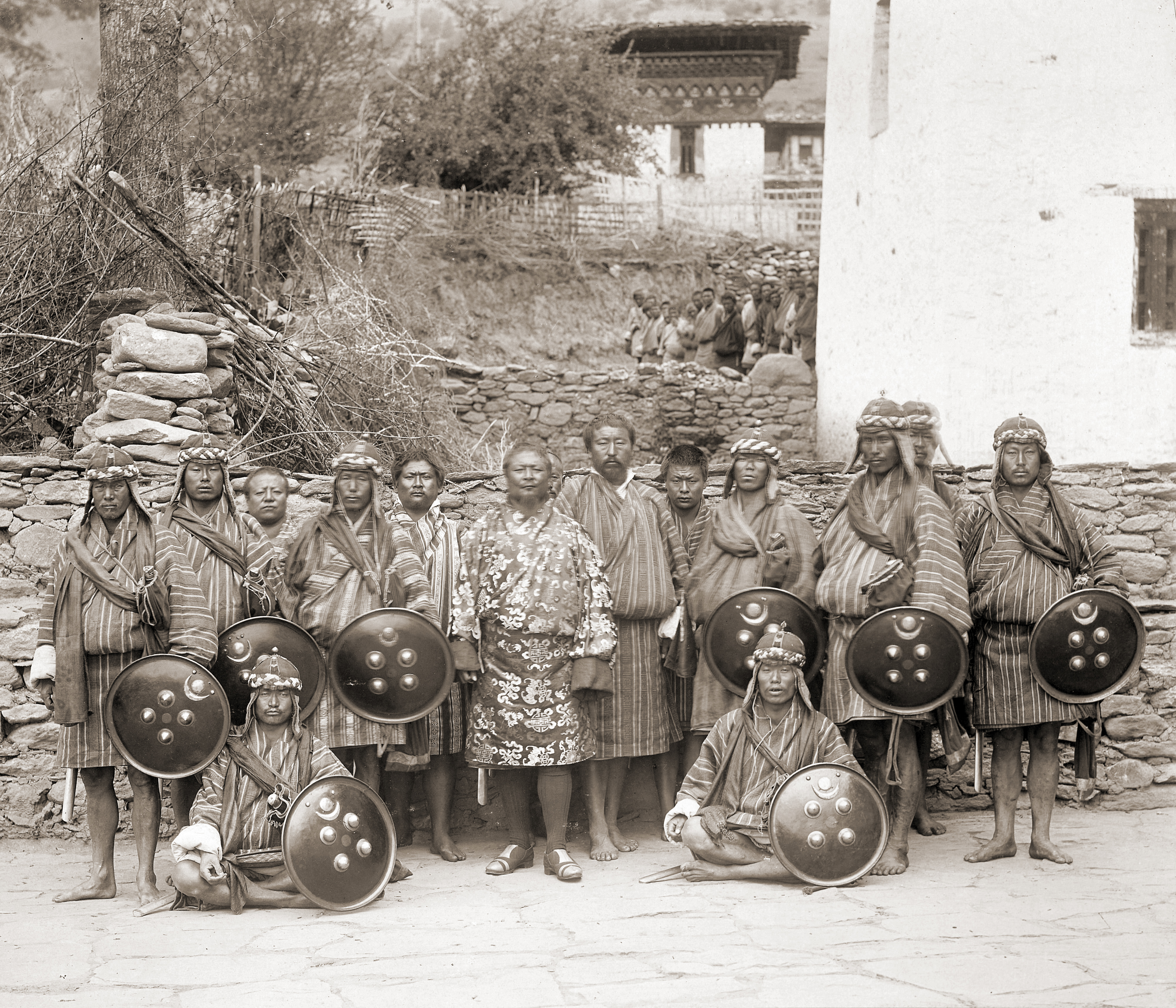
Перший Король Бутану Уг'єн Вангчук з охоронцями в 1905 році (до створення Королівської бутанської армії)

Після того, як в 1950-х роках Народно-визвольна армія Китаю увійшла в Тибет, Індія почала чинити постійний тиск на Бутан, вимагаючи, щоб той відмовився від своєї політики нейтралітету та ізоляціонізму і прийняв індійську економічну і військову допомогу, бо вважала Бутан найслабшою ланкою індійсько-китайської прикордонної зони. Під індійським тиском в 1958 році королівський уряд Бутану ввів призовну систему і запланував створення постійної армії з 2500 осіб; відповідальність за підготовку та екіпіровку КБА взяла на себе армія Індії. До 1968 року КБА складалася з 4850 осіб, і призовна система дозволяла збільшувати чисельність на 600 осіб на рік. 1990 року чисельність КБА склала 6000 осіб.

## Зв'язок зі Збройними силами Індії
У Бутані знаходиться тренувальна місія Індійської армії (англ. Indian Military Training Team, IMTRAT), відповідальна за підготовку особового складу КБА та Королівських охоронців. Офіцери КБА та Королівських охоронців вирушають на навчання до індійської Національної академії оборони в Пуні і до Індійської військової академії в Деградуні.
З травня 1961 року в Бутані діє спеціальний підрозділ саперних військ Індії, який побудував 1500 км доріг і мостів, аеропорт Паро, ряд посадкових майданчиків, вертолітні майданчики та іншу інфраструктуру. Хоча вони і призначені для задоволення стратегічних завдань Індії, вони приносять економічну користь і Бутану.

### Військова авіація
У разі необхідності повітряної підтримки, Королівська бутанська армія покладається на Східне повітряне командування ВПС Індії.

## 2003 рік: Операція «Все чисто»
З початку 1990-х років на територію Бутану стали проникати сепаратисти з індійського штату Асам. Індійський уряд став чинити тиск на Бутан, і, після провалу спроб мирного вирішення конфлікту, королівський уряд Бутану зважився на військову акцію. 13 грудня 2003 року сепаратистам був пред'явлений 48-годинний ультиматум. 15 грудня почалися бойові дії. До 27 грудня 2003 року були захоплені всі 30 таборів сепаратистів, і до 3 січня 2004 року всі табори були знищені.

## Контингент
У 2006 році уряд Бутану ухвалив рішення про зменшення чисельності армії і збільшення військового вишколу населення Бутану, щоб у разі потреби можна було покластися на ополчення.

### Army Welfare Project
З 1974 року для осіб, що йдуть у відставку з Королівської бутанської армії та Королівських охоронців, діє Army Welfare Project, що дозволяє їм влаштуватися в цивільному житті. В рамках цього проєкту функціонує три лікеро-горілчаних заводи; в 2001 році ці заводи виробили 8 000 000 літрів міцних спиртних напоїв, 60% їх продукції було реалізовано в країні, а інше пішло на експорт до Індії.

## Звання
| Бутанске звання |                | Відповідає        |
| --------------- | -------------- | ----------------- |
| Ґунгджей        | Goongjey       | Фельдмаршал       |
| Максі Ґунг      | Maksi Goong    | Генерал           |
| Ґунглон         | Goonglon       | Генерал-лейтенант |
| Ґунглон Вогма   | Goonglon Wogma | Генерал-майор     |
| Дозін Вангпон   | Dozin Wangpon  | Бригадний генерал |
| Максі Гом       | Maksi Gom      | Полковник         |
| Максі Вом       | Maksi Wom      | Підполковник      |
| Лінгпон         | Lingpon        | Майор             |
| Чіпон           | Chipon         | Капітан           |
| Деда Гом        | Deda Gom       | Лейтенант         |
| Деда Вом        | Deda Wom       | Другий лейтенант  |
| Дімпон Гом      | Dimpon Gom     | Ворент-офіцер     |
| Дімпон Вом      | Dimpon Wom     | Сержант-майор     |
| Пелпон          | Pelpon         | Сержант           |
| Пелджаб         | Peljab         | Капрал            |
| Гопа            | Gopa           | Молодший капрал   |
| Ч'юма           | Chyuma         | Солдат            |